# Симон Ґотфрід Алберт Дооренбос
Симон Ґотфрід Алберт Дооренбос (7 жовтня 1891–1980) — голландський ботанік та садівник, відомий своєю діяльністю на посаді директора Департаменту парків Гааги з 1927 до його виходу на пенсію в 1957 році, з короткою перервою протягом Другої світової війни, коли він був звільнений і виселений нацистами за відмову вирубати дерева і чагарники, щоб полегшити будівництво стартового комплексу Фау-1.
Дооренбос почав свою кар'єру як представник розплідника у 1915 році, відвідуючи Велику Британію та США. Протягом довгої кар'єри він займався культивацією низки важливих сортів, у тому числі Symphoricarpos × doorenbosii, Betula utilis 'Doorenbos', та численні жоржини. Можливо, його найбільш відомим досягненням став гібрид в'яза сорту 'Den Haag', насправді він був першим, хто працював над схрещенням в'язів, для того щоб отримати сорти стійкі до голландської хвороби в'язів. Дооренбос також був відповідальним за впровадження гімалайського в'яза Ulmus wallichiana у Європу, живці якого він отримав з дендрарію Арнольда у 1929 році; згодом цей вид відіграв важливу роль у голландській програмі розведення в'яза.
У 1926 році Дооренбос заснував на 14 га дендрарій Landengebied у Гаазі. Дендрарій на даний час (2014 р.) має близько 695 різних видів дерев, в тому числі 41 дуже рідкісних видів, таких як японський кінський каштан (лат. Aesculus turbinata), плакуча срібна липа лат. Tilia tomentosa cult. 'Petiolaris') та японська хурма (лат. Diospyros kaki).
Дооренбос був одним із засновників Міжнародного дендрологічного товариства; окрім садівництва він був також захоплений голубівництвом.

## Види рослин названі на честь С. Дооренбоса
Symphoricarpos × doorenbosii, Betula utilis 'Doorenbos', Iris 'Gerrie Doorenbos', Rosa 'Anneke Doorenbos'.